# Greg Germann
Gregory Andrew Germann (Houston, Teksas, 26. veljače 1958.), američki glumac, najpoznatiji je po ulozi smotanog odvjetnika Richarda Fisha u seriji "Ally McBeal".

## Životopis
Germann je rođen u Houstonu, Teksasu, no djetinjstvo je proveo živeći u Koloradu. Njegov otac, Edward A. Germann, bio je scenarist i profesor, a majka, Marlene Marian Faulkner bila je domaćica. Greg je diplomirao glumu na sveučilištu Northern Colorado, a s glumom počinje na daskama Broadwaya glumeći u predstavama "Assassins", "The Person I Once Was" i "War Games".
Najviše ga je proslavila uloga u FOX-ovoj seriji "Ally McBeal", no poznat je i po gostovanjima u serijama "Ned i Stacey", "Kućanice", "Eureka", "Ellen" i "The Bernie Mac Show". Osim glumom, Greg se bavi i režijom, te je tako režirao jednu epizodu 5. sezone "Ally McBeal". 
Germann je u braku s glumicom Christine Mourad i zajedno imaju sina Asu rođenog 1997. godine.

## Filmografija

### Televizijske uloge
- "Medij" kao Dr. Alan Hahn (2010.)
- "Šaptačica duhovima" kao Kirk Jansen (2009.)
- "CSI: NY" kao Benton (2009.)
- "The Cleaner" kao Ron Sayres (2009.)
- "CSI: Las Vegas" kao George (2009.)
- "In Case of Emergency" kao Sherman Yablonsky (2007.)
- "Eureka" kao Warren King (2006.)
- "Kućanice" kao Jim Halverson (2006.)
- "Listen Up" kao Paul (2004.)
- "The Bernie Mac Show" kao Marcus (2003.)
- "Zona sumraka" kao Ben Baker (2002.)
- "Ally McBeal" kao Richard Fish (1997. – 2002.)
- "Ally" kao Richard Fish (1999.)
- "Remember WENN" kao Arden Sage (1998.)
- "Ned and Stacey" kao Eric "Rico" Moyer (1995. – 1997.)
- "Ellen" kao Rick (1994. – 1996.)
- "Sweet Justice" kao Andy Del Sarto (1994. – 1995.)
- "Bakersfield P.D." kao Hood (1993.)
- "Zakon u Los Angelesu" kao Larry Greenhut (1993.)
- "Tour of Duty" kao Beller (1989. – 1990.)
- "H.E.L.P." kao Lacy (1989.)
- "Poroci Miamija" kao Johnny Raymond (1989.)
- "ABC Afterschool Specials" kao Billy (1985.)

### Filmske uloge
- "Fly Away" kao Tom (2011.)
- "Answers to Nothing" kao Beckworth (2010.)
- "Group Sex" kao Reeves (2010.)
- "Spectacular!" kao Mr. Romano/Joey Rome (2009.)
- "Bolt" kao Agent (2008.) - posudio glas
- "Karentena" (Quarantine) kao Lawrence (2008.)
- "Sve što želim za Božić" (All I Want for Christmas) kao Roger Nelson (2007.)
- "My Lunch with Larry" kao Larry (2007.)
- "Talladega Nights: The Ballad of Ricky Bobby" kao Larry Dennit Jr. (2006.)
- "Uvrnuto putovanje" (Kill Your Darlings) kao Stevens (2006.)
- "Prijateljice pune love" (Friends with Money) kao Matt (2006.)
- "Crazylove" kao Emlee (2005.)
- "Self Medicated" kao Keith (2005.)
- "The Sandlot 2" kao Goodfairer (2005.)
- "Frke oko utrke" (Down and Derby) kao Phil Davis (2005.)
- "Bigger Than the Sky" kao Roger (2005.)
- "Obiteljski plan (Family Plan) kao Walcott (2005.)
- "Heart of the Beholder" kao Bob (2005.)
- "Special Ed" kao David (2005.)
- "Hair Show" (2004.)
- "The Snobs" kao Carl Mallard (2003.)
- "Joe Somebody" kao Jeremy (2001.)
- "Ponovno na Zemlji" (Down to Earth) kao Sklar (2001.)
- "Slatki studeni" (Sweet November) kao Vince Holland (2001.)
- "The Last Producer" kao Rueben Tallridge (2000.)
- "Jesus's Son" kao Shanis (1999.)
- "Pete's Garden" kao Pete (1998.)
- "Culture" kao Tim Stevens (1998.)
- "I.Q." kao Bill Riley (1994.)
- "Imaginary Crimes" kao Drew (1994.)
- "Clear and Present Danger" kao Petey (1994.)
- "Assault at West Point: The Court Martial of Johnson Whittaker" kao Vernon Bailey (1994.)
- "So I Married an Axe Murderer" (1993.)
- "Taking the Heat" kao Kennedy (1993.)
- "The Night We Never Met" kao Eddie (1993.)
- "Yesterday Today" kao Dennis (1992.)
- "Rewrite for Murder" (1991.)
- "Once Around" kao Jim Redstone (1991.)
- "Big and Mean" (1991.)
- "Dječja igra 2" (Child's Play 2) kao Mattson (1990.)
- "Equal Justice" (1990.)
- "Miss Petarda" (Miss Firecracker) kao Ronnie Wayne (1989.)
- "The Whoopee Boys" kao Tipper (1986.)
- "Streetwalkin'" kao Creepy (1985.)